# Manettia microphylla
Manettia microphylla là một loài thực vật có hoa trong họ Thiến thảo. Loài này được Lorence & Dwyer mô tả khoa học đầu tiên năm 1993.